# Propulsion hybride (fusée)
Pour les articles homonymes, voir Propulsion hybride.
Un propulseur hybride est un moteur-fusée utilisant un mélange d'ergols liquides (ou gazeux) et solides. Ce type de motorisation présente l'avantage, comme tous les moteurs-fusées, de pouvoir fonctionner en l'absence d'atmosphère puisque le carburant et le comburant sont embarqués. Ses caractéristiques en font un compromis entre un moteur-fusée à ergols liquides et un propulseur à propergol solide. Par rapport à un moteur-fusée à ergols liquides, il est de conception plus simple et donc moins fragile et brûle des ergols qui ne sont pas susceptibles d'exploser. Contrairement à un propulseur à propergol solide, la poussée du moteur peut être à tout moment modulée ou interrompue.
Son utilisation est jusqu'à présent limitée car les performances obtenues en pratique restent décevantes. L'exemple de mise en œuvre le plus connu est celui des avions spatiaux SpaceShipOne et SpaceShipTwo qui l'utilisent pour effectuer des vols suborbitaux : dans ce cas, le choix de ce type de propulsion est lié à des considérations de coût et de sécurité. Des recherches récentes sur de nouveaux carburants plus efficaces pourraient offrir d'autres débouchés pour ce type de propulsion. Le moteur hybride connait un regain d'intérêt avec le développement à la fin des années 2010 de plusieurs lanceurs légers utilisant ce type de propulsion, notamment la fusée SL1 de la société allemande HyImpulse ou le lanceur Orbital Baguette One (OB-1) de la société française Hybrid Propulsion for Space (HyPrSpace). Les premiers vols sont programmés en 2024/2027,.

## Description
Le moteur-fusée hybride repose, comme la majorité des moteurs-fusées, sur la combustion très exothermique d'un carburant et d'un comburant qui produit un grand volume de gaz de combustion qui s'échappent à grande vitesse du moteur en produisant la poussée désirée. Il existe trois configurations possibles d'un moteur hybride.

### Configuration classique
Dans sa configuration la plus courante, un moteur-fusée hybride comporte principalement un réservoir pressurisé (généralement via de l'hélium contenu dans un réservoir maintenu sous haute pression) contenant le comburant (ou oxydant) sous forme liquide ou gazeuse, une chambre de combustion ménagée au sein d'un bloc de carburant qui se présente sous une forme solide (bloc de propergol), et une vanne sur le conduit reliant ces deux éléments. La chambre de combustion est, dans le cas le plus simple, un canal cylindrique unique percé dans le bloc de propergol dans le sens longitudinal, au bout duquel se situe la tuyère par laquelle les gaz produits sont expulsés (cf. schéma ci-dessous).

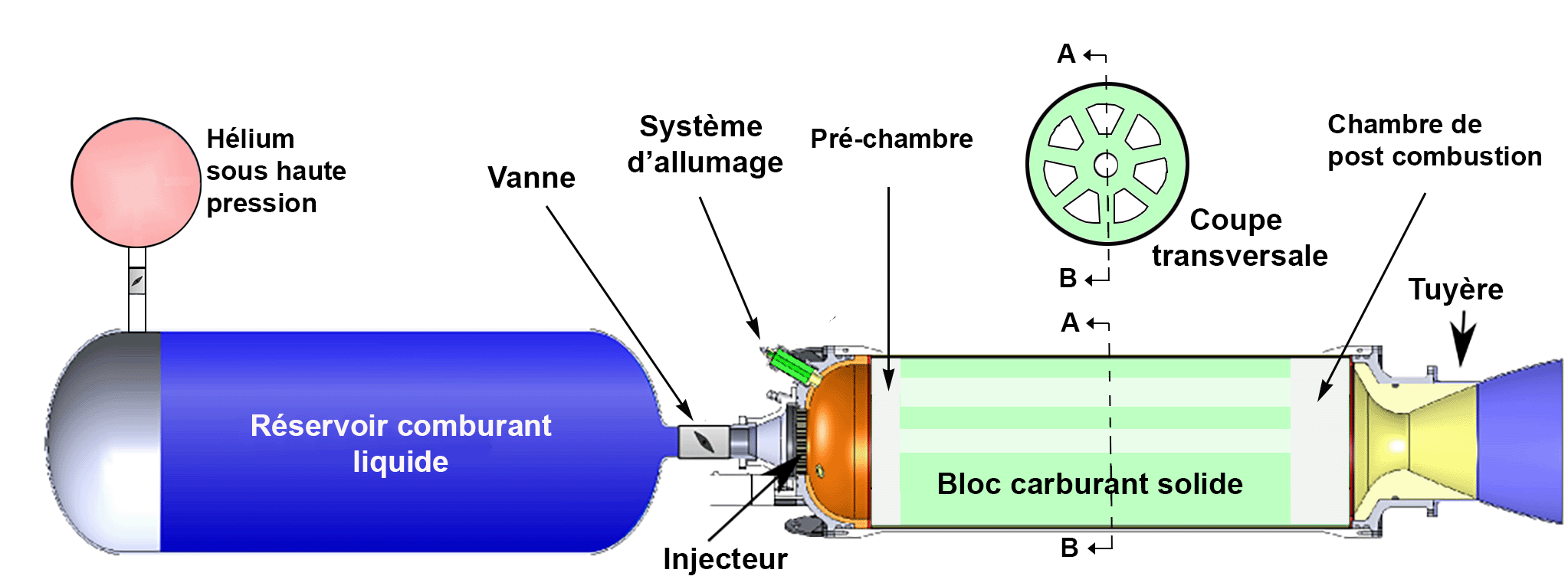
Schéma d'un moteur-fusée hybride.

#### Fonctionnement
Lorsque l'on veut faire fonctionner le moteur, un système d'allumage est activé dans la chambre de combustion et la vanne est ouverte. Le comburant liquide ou gazeux, qui est sous pression, pénètre dans la chambre de combustion via un système d'injection similaire à celui qui existe dans un moteur-fusée à ergols liquides. Le comburant se vaporise et réagit avec le carburant solide en s'enflammant. La combustion du comburant et du carburant se propage à la surface du bloc de propergol solide. Les particules de propergol sont liquéfiées à la surface du bloc puis gazéifiées par la chaleur dégagée et viennent se mélanger avec le comburant. Les gaz chauds produits sont expulsés par la pression vers la sortie de la chambre de combustion où se trouve une tuyère qui canalise et accélère les produits de la combustion en fournissant la poussée à la fusée.

#### Configuration de la chambre de combustion
Dans sa forme la plus simple, la chambre de combustion est un simple trou cylindrique (le canal) percé au centre du bloc de propergol. Pour obtenir une poussée supérieure, plusieurs canaux peuvent être percés (souvent quatre), ce qui augmente la surface du bloc de propergol exposée à la combustion. Comme pour la propulsion à propergol solide, des formes complexes (par exemple étoile à n branches) peuvent être également utilisées pour moduler la poussée en fonction du temps, en déterminant la cinétique de combustion au moyen de la géométrie de la surface de combustion, laquelle conditionne la réaction du comburant sur le combustible.
Généralement le bloc de propergol est précédé d'une pré-chambre dans laquelle une première combustion engendre l'évaporation du comburant — si ce dernier est liquide. Carburant et comburant ne se mélangent pas dans les proportions idéales dans la chambre de combustion : il tend à y avoir un excès de comburant au centre du canal et un excès de carburant à la surface du bloc de propergol. Les imbrûlés qui en résultent sont brassés naturellement dans la chambre de post-combustion qui est généralement ménagée entre l'extrémité finale du bloc de propergol et la tuyère où ils achèvent leur combustion.
L'efficacité de la propulsion hybride repose en grande partie sur la vitesse avec laquelle la surface du combustible se vaporise pour se mélanger avec le comburant. Cette vitesse, dite de régression trop faible est le principal problème rencontré dans la mise au point d'une propulsion hybride viable. Celle-ci peut être accrue en ajoutant de l'aluminium dans le bloc de carburant.

### Autres configurations
Les deux autres configurations de moteur hybride sont : 
- La configuration inverse : l'oxydant/comburant est à l'état solide alors que le carburant est dans un état liquide.
- La configuration mixte : le bloc solide de carburant comprend une faible proportion de comburant et la combustion est réalisée en injectant du comburant dans la chambre de combustion. Cette disposition a pour objectif d'accroitre la vitesse de régression.

## Avantages et inconvénients de la propulsion hybride
La propulsion hybride présente des avantages et des inconvénients, certains évidents, d'autres moins, par rapport aux deux autres modes principaux de propulsion des fusées : le moteur-fusée à ergols liquides et le propulseur à propergol solide. En voici un bref résumé :

### Avantages par rapport au moteur-fusée à ergols liquides
- La propulsion hybride est plus simple sur le plan mécanique car elle ne nécessite pas de turbopompe, la tuyauterie est limitée et le système d'injection est généralement peu sophistiqué.
- Elle utilise des carburants plus denses, car en phase solide, donc occupant moins de volume.
- Ces carburants peuvent inclure des additifs métalliques tels que l'aluminium, le magnésium, le lithium ou le béryllium, qui permettent d'augmenter l'impulsion spécifique.

### Avantages de la propulsion hybride par rapport à un propulseur à propergol solide
- L'impulsion spécifique théorique est supérieure.
- Le risque d'explosion est plus faible sinon nul. L'homogénéité du bloc de propergol n'entraîne pas de risque d'explosion.
- Le fonctionnement d'un moteur hybride peut être contrôlé : il peut être arrêté, redémarré, et la poussée peut être modulée en injectant une plus ou moins grande quantité d'oxydant.
- Des oxydants non dangereux et non toxiques, comme l'oxygène liquide, peuvent être utilisés.

### Les inconvénients de la propulsion hybride
La propulsion hybride présente un certain nombre d'inconvénients qui ont, jusqu'à présent, empêché son adoption par les fusées en production :
- Le principal inconvénient est la trop faible vitesse de régression du bloc de propergol. L'oxydant et le combustible se mélangent mal car la vaporisation de la surface du bloc de propergol est trop lente du fait d'un transfert thermique insuffisant. Par ailleurs, celui-ci ne se combine pas de manière uniforme le long du bloc de propergol. Pour augmenter la vitesse de combustion, le bloc de propergol peut-être percé de plusieurs canaux, mais au détriment du volume de carburant. Il résulte de cette géométrie du bloc de carburant qu'une partie du carburant n'est pas brûlé et il se produit des phénomènes d'instabilité en fin de combustion.
- Le ratio entre comburant et carburant et donc l'impulsion spécifique varient fortement durant la combustion du fait de l'agrandissement progressif de la chambre de combustion. La propulsion devient moins efficace.
- La pression a tendance à fluctuer à basse fréquence avec une amplitude importante.
- Le comportement interne d'un moteur hybride est complexe, ce qui rend difficile la modélisation du taux de régression du bloc de propergol et l'impact d'un changement d'échelle. Les conséquences d'une fragmentation du bloc de carburant sont moins catastrophiques que sur un moteur à propergol solide mais la surface de combustion peut être modifiée d'une manière qui ne peut être anticipée.
- Le comburant doit être injecté avec une pression importante dans la chambre de combustion (elle doit être supérieure à celle qui règne dans la chambre elle-même), ce qui impose un réservoir de comburant particulièrement résistant, donc lourd. Si on veut conserver un réservoir léger, il faut installer une turbopompe, laquelle réintroduit la complexité mécanique que la propulsion hybride est précisément censée éviter.

## Domaine d'utilisation
Le moteur hybride présente des avantages pour les vols nécessitant de pouvoir moduler ou stopper puis relancer la propulsion, pour les missions de longue durée nécessitant le stockage d'ergols non toxiques ainsi que pour la fabrication et la manutention au sol des fusées dans la mesure où il ne présente pas de risque d'explosion spontanée. Les premiers projets mettant en œuvre la propulsion hybride ont souvent porté sur le développement de missiles tactiques à faible coût. D'autres projets concernait la mise au point d'étage supérieurs de fusée à haute énergie. Les projets récents portent principalement sur la réalisation de micro-lanceurs spatiaux

## Historique

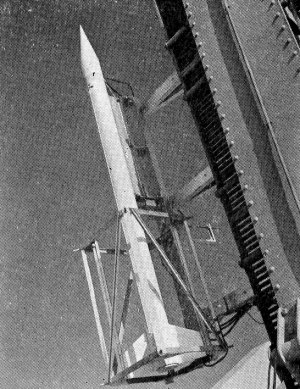
La fusée-sonde LEX d'une centaine de kilogrammes développée par le centre de recherche français ONERA dans les années 1960.

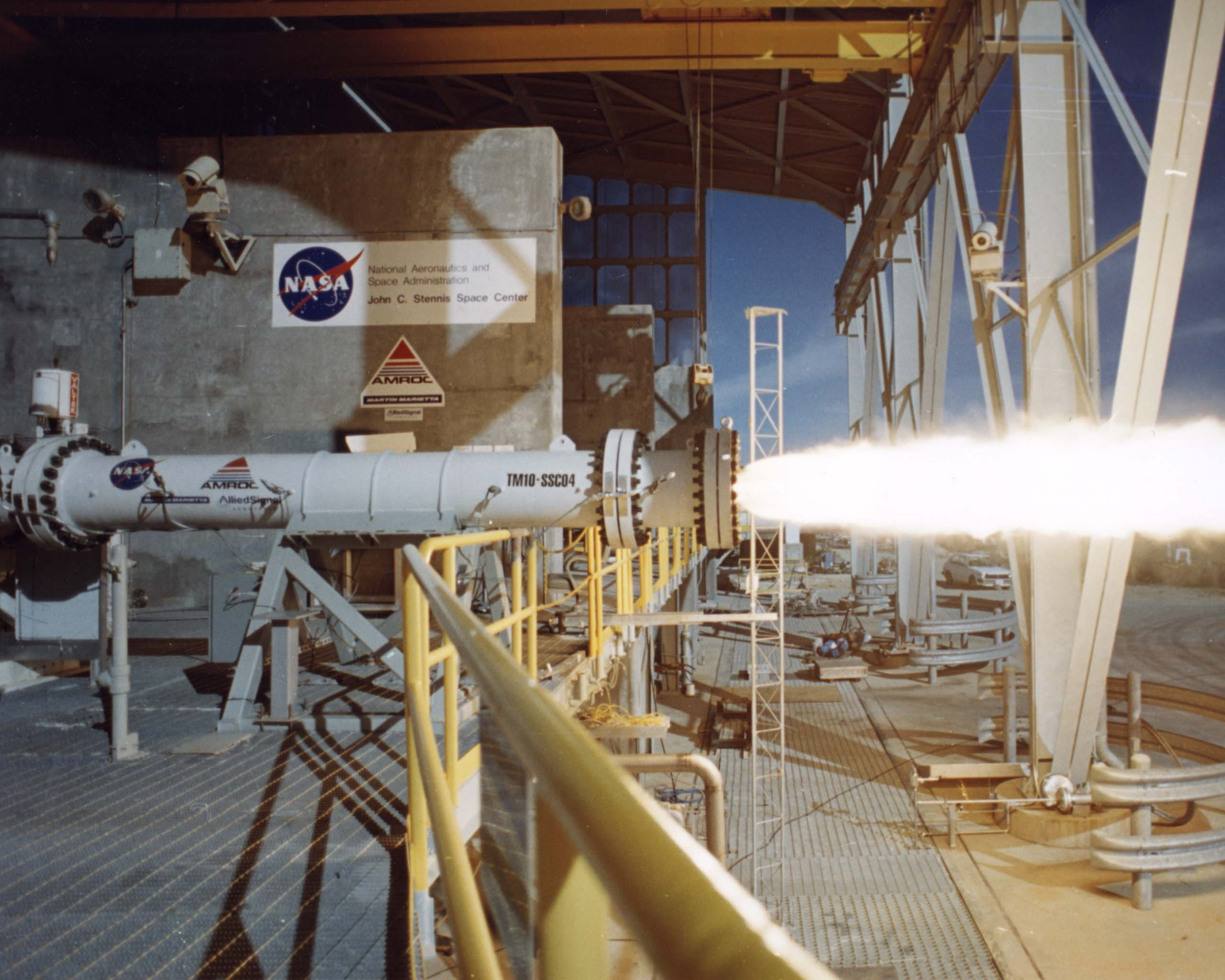
Dans les années 1990, des recherches non concluantes ont été effectuées par la société AMROC sur des moteurs hybrides à forte poussée.

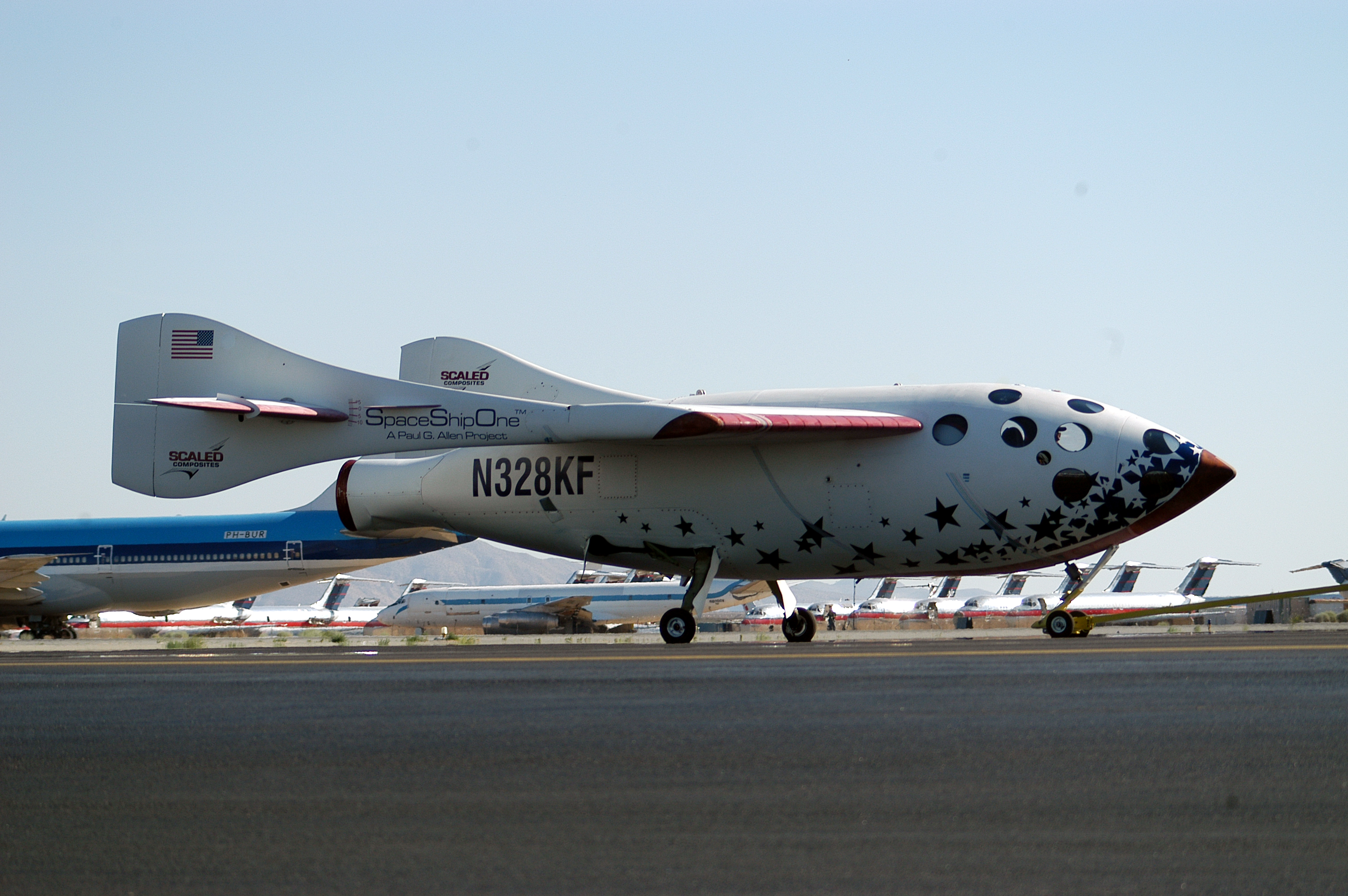
L'avion-fusée SpaceShipOne.

Le moteur-fusée hybride a été mis en œuvre très tôt. Le « père » de l'astronautique soviétique Sergueï Korolev est le premier à l'avoir utilisé pour propulser sa fusée expérimentale GIRD 09 d'une poussée de 500 Newtons qui a atteint une altitude de 1500 mètres en août 1933. Après la Seconde Guerre mondiale, des chercheurs aux États-Unis, en Union Soviétique, en France et en Allemagne ont testé différentes combinaisons d'ergols. En France, l'ONERA développe à titre expérimental la fusée-sonde LEX d'une centaine de kilogrammes qui vole à huit reprises entre 1964 et 1967. De petits moteurs hybrides sont utilisés dans des programmes de drones américains entre 1968 et 1983 (Sandpiper, Has, Firebolt) en utilisant comme carburant du polybutadiène hydroxytéléchélique (PHBT). Dans les années 1990, un projet ambitieux mené par la société américaine American Rocket Company (AMROC, aujourd'hui disparue) teste des propulseurs hybride de grande puissance dont la poussée va jusqu'à 120 tonnes. Mais ces tentatives ne parviennent pas à déboucher sur des applications pratiques dans le domaine de la propulsion des fusées car la vitesse de régression trop faible, du fait d'un transfert thermique insuffisant entre la partie la plus chaude de la chambre de combustion et la surface du bloc de propergol, ne permet pas d'atteindre les poussées recherchées. La seule utilisation opérationnelle jusqu'à 2024 est celle des avions-fusées SpaceShipOne et SpaceShipTwo (2004-) développés par la société SpaceDev pour emporter des touristes sur des trajectoires suborbitales culminant à 100 kilomètre. Cet avion-fusée utilise un moteur d'une poussée de 74 kiloNewtons et emporte 2,4 tonnes d'ergols constitués d'un mélange de protoxyde d'azote (comburant stocké sous forme liquide) et un dérivé du polybutadiène hydroxytéléchélique (carburant solide).
L'emballement pour l'espace qui caractérise à la fin des années 2010 le mouvement NewSpace se traduit notamment par la mise sur pied de nombreux projets de lanceurs spatiaux ultra-légers (on recensait en 2021 environ 150 projets de développement de lanceurs spatiaux ayant une charge utile de quelques centaines de kilogrammes !) par des start-up. Parmi ceux-ci, plusieurs font appel à la propulsion hybride. On peut citer les fusées SL1 de  la société allemande HyImpulse et OB-1 de la société française HyPrSpace. Des lanceurs à propulsion hybride sont également développées par  Innospace, Reaction Dynamics, Gilmour Space et Vaya Space (lanceur Dauntless),.

## Projets de recherche sur la propulsion hybride et applications

### Applications
La principale application connue est l'utilisation d'un moteur hybride sur les avions-fusées SpaceShipOne et SpaceShipTwo. Le premier avion, expérimental, a pu, grâce à ce type de motorisation, atteindre l'altitude de 100 km. Le deuxième avion, produit en plusieurs exemplaires, effectue depuis 2021, des vols suborbitaux en transportant des touristes. Le choix de la propulsion hybride découle d'impératifs de sécurité et de coût. La propulsion hybride du SpaceShipOne a été développée par la société SpaceDev qui développe par ailleurs deux petits lanceurs à propulsion hybride, Streaker et Dream Chaser (méthode abandonnée depuis). Tous ces moteurs utilisent de manière classique du protoxyde d'azote (oxydant liquide) et un dérivé du polybutadiène hydroxytéléchélique.

### Projets expérimentaux
La principale piste explorée aujourd'hui par les projets en cours sur la propulsion hybride porte sur l'utilisation de nouveaux combustibles comme des formes de paraffine, qui permettent d'obtenir des vitesses de régression 3 à 4 fois supérieures à celles des combustibles classiques.
- L'université Stanford a un programme de longue haleine portant sur la propulsion hybride : le projet Perigrine a pour objectif le développement d'une fusée-sonde capable de hisser à une altitude de 100 km une charge utile de 5 kg. Il utilise de nouveaux carburants, un bloc de propergol à base de paraffine dont la vitesse de régression est de trois fois supérieure à celle des carburants utilisés jusqu'à présent.
- Le projet Perseus de l'ONERA et du CNES comprend, entre autres, le développement d'un lanceur capable de mettre en orbite un nano-satellite (10 kg) grâce à une fusée à propulsion hybride[11].
- La société française Hybrid Propulsion for Space (HyPrSpace) développe des moteurs-fusées hybrides PBHT/LOX pour sa famille de lanceurs réutilisables. La première de ces fusées, Orbital Baguette One (OB-1), capable de placer 200 à 250 kg en orbite basse, devrait être lancée lors d'un premier vol en 2027[2],[1].

### Sources
- (en) Adam Okninski, Wioleta Kopacz, Damian Kaniewski et Kamil Sobczak, « Hybrid rocket propulsion technology for space transportation revisited - propellant solutions and challenges », FirePhysChem, vol. 1, no 4,‎ décembre 2021, p. 260-271 (DOI 10.1016/j.fpc.2021.11.015, lire en ligne). État des lieux de la recherche et des développements de la propulsion hybride en 2021.
- (en) George P Sutton et Oscar Biblarz, Rocket Propulsion Elements 8e édition, Hoboken, N.J., Wiley, 2010, 768 p. (ISBN 978-0-470-08024-5, lire en ligne). Conception et fonction d'un moteur hybride (Chapitre 16)
- (en) Martin J. L. Turner, Rocket and Spacecraft Propulsion - Principles, Practice and New Developments (3ème édition), Springer, 2009, 747 p. (ISBN 978-3-540-69202-7), p. 126-133. Comprend un paragraphe (p126-133) sur la propulsion hybride détaillant les problèmes rencontrés par ce type de propulsion.
- (en) Max Calabro, « Overview on hybrid propulsion », EUCASS Proceedings Series, vol. 341,‎ 2011, p. 353-374 (DOI 10.1051/eucass/201102353, lire en ligne)Caractéristiques et histoire de la propulsion hybride jusqu'à 2011.
- (en) Don Edberg et Willie Costa, Design of Rockets and Space Launch Vehicles (2ème édition), American Institute of Aeronautics & Astronautics, 2023, 1051 p. (ISBN 978-1624106415)Conception d'un lanceur spatial. Description des principaux lanceurs américains, déroulement du vol, installations de lancement.